# Mohsen Rezagholi

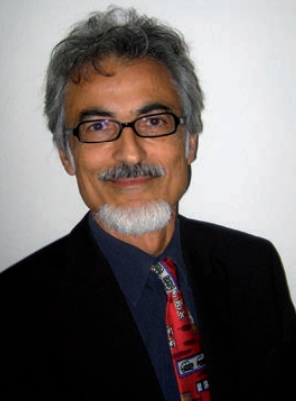
Mohsen Rezagholi

Mohsen Rezagholi (* 1957 in Teheran) ist ein deutscher Informatiker iranischer Herkunft. Er hat seit September 2001 die Professur für Software Engineering an der Fakultät Informatik der Hochschule Furtwangen inne, ist seit September 2004 Dekan der Fakultät Informatik und seit 2012 Wissenschaftlicher Direktor des kooperativen Promotionskollegs der Hochschule Furtwangen.

## Leben
Rezagholi promovierte 1991 auf dem Gebiet der Theorie unscharfer Mengen an der Universität Frankfurt am Main. Von 1991 bis 1992 war er Projektleiter im Bereich Anwendungssoftware und Projekte der Siemens Nixdorf Informationssysteme AG, München. Zwischen 1993 und 2001 war er Project Manager und ab 1996 Principal Consultant in der Software and Engineering Division der Zentralabteilung Forschung und Entwicklung der Siemens AG, München. Im Zeitraum von 1996 bis 2001 war er Lehrbeauftragte für Software Engineering am Institut für Wirtschaftsinformatik der Johannes-Kepler-Universität Linz. Seit 2001 ist er Inhaber der Professur für Software Engineering an der Fakultät Informatik der Hochschule Furtwangen.

## Forschungsschwerpunkte
Seine Forschungs- und Interessengebiete sind Software Engineering, insbesondere Requirements Engineering und Qualitätssicherung, Evaluation von Software-Technologien und Entwicklungsprozessen, sowie Software-Metriken.

## Publikationen (Auswahl)
- Mit Harald Gläser (Hrsg.): Software-Technologien und -Prozesse – IT-Sicherheit und Mobile Systeme. Proceedings der 3. Konferenz STeP 2012, Hochschule Furtwangen, 10. Mai 2012. Oldenbourg Wissenschaftsverlag, 2012. ISBN 978-3-486-71663-4
- Risikomanagement in der Softwareentwicklung – Verfahren und Anwendung. In: HMD - Praxis der Wirtschaftsinformatik 254, 2007, S. 94–102.
- Requirements Engineering: Ermittlung und Bewertung von Softwareanforderungen. In: HMD - Praxis der Wirtschaftsinformatik 238, 2004, S. 101–110.
- Prozess- und Technologiemanagement in der Softwareentwicklung – Ein Metrik-basierter Ansatz zur Bewertung von Prozessen und Technologien. München, Wien: Oldenbourg, 2004. ISBN 3-486-27549-6
- Managing Engineering and Product Technology – A Method for Technology Assessment. In: F. Bomarius, M. Oivo (ed): Second International Conference on Product Focused Software Process Improvement, PROFES 2000, 20. to 22 June, University of Oulu, Finland. Springer 2000, p. 180–192. ISBN 3-540-67688-0 (zusammen mit Michael Frey)
- Software-Entwicklungsprozesse als Evaluationsobjekt. In: Heinrich, L. J. et al. (Hrsg.): Evaluation und Evaluationsforschung in der Wirtschaftsinformatik: Handbuch für Praxis, Lehre und Forschung, München, Wien 2000, S. 159–174.
- Management der Wiederverwendung in der Softwareentwicklung, in: WIRTSCHAFTSINFORMATIK 37 (1995) 3, S. 221–230.
- Entwurf und Realisierung des datenbankbasierten Expertensystems FDBES zur Verarbeitung unscharfer Mengen. Verlag Peter Lang, 1992. ISBN 3-631-45152-0